# Laotiaans
Laotiaans (ພາສາລາວ phasa lao) is de officiële taal van Laos. Het is een tonale taal die tot de Tai-taalfamilie behoort en is nauw verwant aan het Isaan dat in de noordoostelijke regio Isaan van Thailand gesproken wordt. Het Laotiaans schrift is nauw verwant aan het Thais schrift, dat voor het Thais gebruikt wordt.

## Dialecten
Het Laotiaans kent vijf dialecten:
- Vientiane Laotiaans (Vientiane)
- Noordelijk Laotiaans (Luang Prabang)
- Noordoostelijk Laotiaans (Xhieng Khuang)
- Centraal Laotiaans (Khammuan)
- Zuidelijk Laotiaans (Champassak)

Het Vientiane Laotiaans wordt in heel Laos begrepen.

## Tonen
De toonhoogte kan variëren en afhangen van onder andere de geografische locatie van de spreker.
Vientiane Laotiaans heeft zes tonen:
1. Stijgend
2. Hoog
3. Hoog en dalend
4. Mid
5. Laag
6. Laag en dalend

In Luang Prabang gebruiken sprekers vijf tonen:
1. Mid en stijgend en dalend
2. Laag en stijgend
3. Mid
4. Hoog en dalend
5. Mid en stijgend

## Schrift
Het Laotiaanse alfabet is gebaseerd op hetzelfde alfabet als gebruikt wordt in Thai. Dit alfabet is een aangepaste versie van een door Khmer geleerden gebruikt brahmisch schrift. Het bestaat uit 33 medeklinkers en 28 klinkers die respectievelijk 21 en 27 eigen geluiden representeren. Het wordt van links naar rechts geschreven.